# Ray Casey
Raymond J. Casey (ur. 15 lutego 1900 w San Francisco, zm. 1986 w Palo Alto) – amerykański tenisista.

## Kariera tenisowa
Studiował na University of California w Berkeley.
Wysoki, leworęczny, słynął z silnego serwisu, ale ograniczał udział w turniejach tenisowych do amerykańskiego Zachodniego Wybrzeża.
W 1925 roku wyjechał do Anglii i wziął udział w Wimbledonie, w parze z rodakiem Johnem Hennesseyem osiągając finał gry podwójnej. W decydującym meczu Amerykanie nie sprostali Jeanowi Borotrze i René Lacostowi przegrywając 4:6, 9:11, 6:4, 6:1, 3:6. Przed Wimbledonem Casey uczestniczył w turnieju w Eastbourne i zapisał się w historii tenisa najkrótszym setem turniejowym (6:0 z Brytyjczykiem J. D. Patrickiem Wheatleyem w 9 minut).
Latem 1925 roku Casey wystąpił także w mistrzostwach USA (obecnie US Open), w których przeszedł rundę, ale musiał wycofać się z rywalizacji z powodu zapalenia wyrostka robaczkowego.
W latach 50. i 60. był trenerem tenisowym w Santa Monica, opiekował się m.in. Bobem Lutzem.

### Finały w turniejach wielkoszlemowych

#### Gra podwójna (0–1)
| Końcowy wynik | Nr | Data | Turniej           | Nawierzchnia | Partner        | Przeciwnicy               | Wynik finału             |
| ------------- | -- | ---- | ----------------- | ------------ | -------------- | ------------------------- | ------------------------ |
| Finalista     | 1. | 1925 | Wimbledon, Londyn | Trawiasta    | John Hennessey | Jean Borotra René Lacoste | 4:6, 9:11, 6:4, 6:1, 3:6 |